# Phare du brise-lames de Two Harbors

Le phare du brise-lames de Two Harbors (en anglais : Two Harbors Breakwater Light), est un phare du lac Supérieur situé à l'extrémité du brise-lames de  Two Harbors, dans le comté de Lake, Minnesota.

## Historique
Ce petit phare, mis en service en 1897, est proche du phare de Two Harbors, sur le brise-lames à l'est du port.

## Description
Le phare  est une tour pyramidale à claire-voie de 7,5 m de haut, avec une galerie et une lanterne s'élevant d'une pièce technique fermée. Le phare est blanc et la lanterne blanche a un toit rouge et le toit de la lanterne est rouge.
Il émet, à une hauteur focale de 10 m, un éclat rouge de 0.6 seconde par période de 6 secondes. Sa portée est de 8 milles nautiques (environ 15 km). Il est équipé d'une corne de brume émettant deux souffle de 3 secondes toutes les 30 secondes, en cas de nécessité du premier mai au 20 octobre.

## Caractéristiques dufeu maritime
Fréquence : 6 secondes (R)
- Lumière : 0.6 seconde
- Obscurité : 5.4 secondes

Identifiant : ARLHS : USA-1024 ; USCG :  7-16505 .

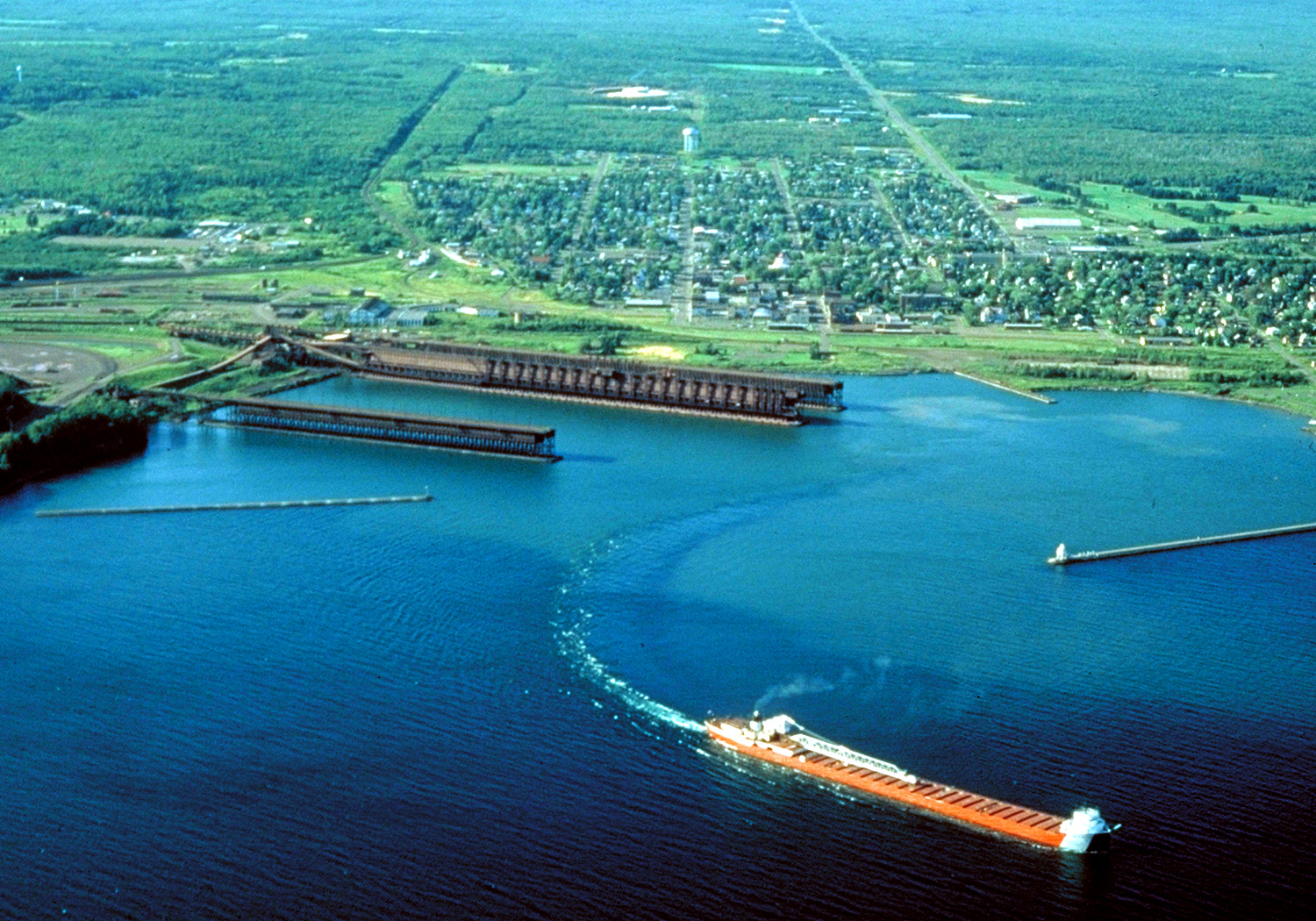
Le port de Two Harbors
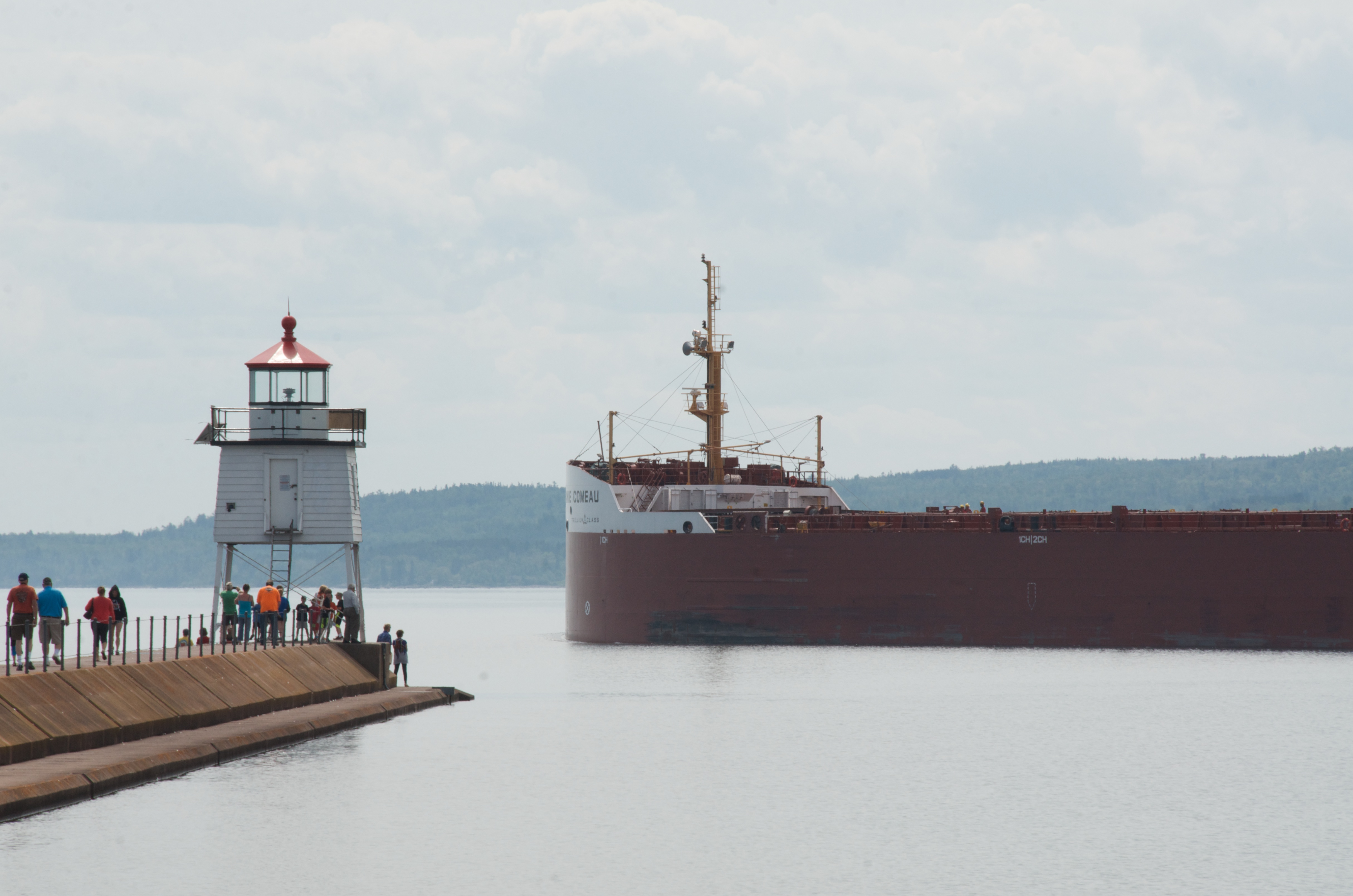
Le phare du brise-lames
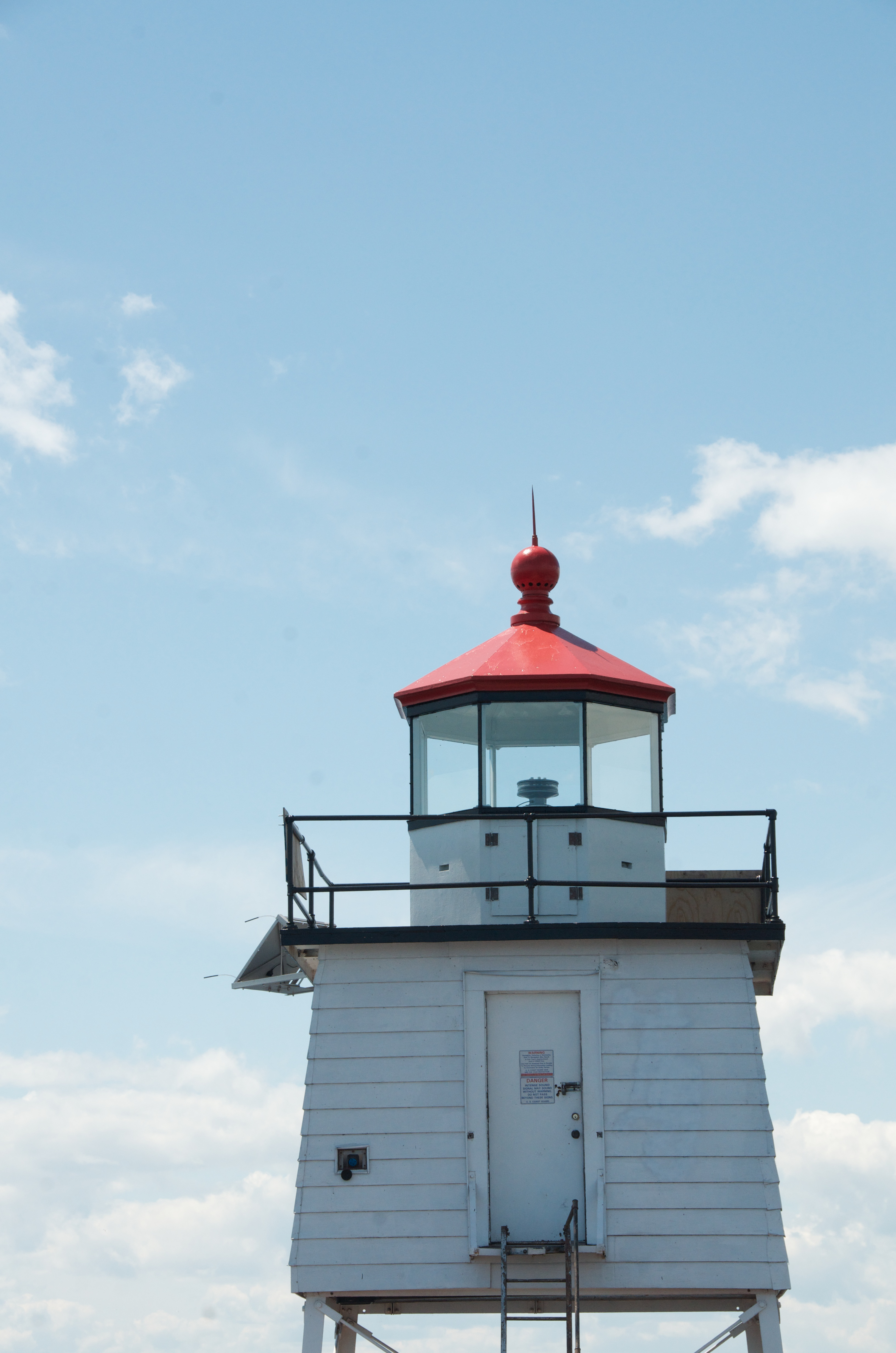
La lanterne

### Lien connexe
- Liste des phares au Minnesota